# Don’t Matter to Me
«Don’t Matter to Me» — песня, записанная канадским певцом и композитором Дрейком на основе нереализованной ранее демозаписи Майкла Джексона и с его вокалом. Трек вышел в США на радио 6 июля 2018 года в качестве пятого сингла с его пятого студийного альбома Scorpion.
Песня дебютировала на позиции № 9 в американском хит-параде Billboard Hot 100. Она также сразу возглавила шведский и бельгийский чарты и британский R&B-чарт.

## История
Впервые созданная как демоверсия эта песня была написана Майклом Джексоном во время его сессионных записей в 1980 году вместе с Пол Анкой.
Ещё до своего релиза, несколько критиков отметили, что «Don’t Matter to Me» это один из главных треков альбома, дав положительные отзывы: Rolling Stone, Entertainment Weekly, The Independent, NME, The Hollywood Reporter. Дин Ван Нгуен из «The Irish Times» написал: «Исполняемый Джексоном отрезок песни прекрасен, его вокальная петля плывет по теплой и неясной оркестровке, которая отрывается как своего рода призрачная версия старого хита „Liberian Girl“. К сожалению, Дрейк — самое страшное в песне, его подавленное звучание аморфное и неуверенное».

## Коммерческий успех
В США сингл дебютировал на позиции № 9 в хит-параде Billboard Hot 100, став для Дрейка его 31-м синглом в лучшей американской десятке, а для Джексона его 30-м хитом в top-10.
В Великобритании «Don’t Matter to Me» дебютировал на позиции № 2 в хит-параде UK Singles Chart в чарте датированным 06 июля 2018 — 12 июля 2018. Он стал для Дрейка его 15-м синглом в лучшей британской десятке, а для Майкла Джексона его 44-м хитом в top-10.

## Чарты

### Еженедельные чарты
| Чарт (2018—19)                        | Наивысшая позиция |
| ------------------------------------- | ----------------- |
| Австралия (ARIA)                      | 3                 |
| Австрия (Ö3 Austria Top 40)           | 18                |
| Бельгия/Фландрия (Ultratop 50)        | 33                |
| Бельгия/Валлония (Ultratop 50)        | 37                |
| Канада (Billboard Canadian Hot 100)   | 4                 |
| Чехия (Singles Digitál Top 100)       | 6                 |
| Дания (Tracklisten)                   | 2                 |
| Финляндия (Suomen virallinen lista)   | 11                |
| Франция (SNEP)                        | 19                |
| Германия (GfK)                        | 16                |
| Греция (IFPI)                         | 17                |
| Венгрия (Stream Top 40)               | 6                 |
| Ирландия (IRMA)                       | 3                 |
| Италия (FIMI)                         | 23                |
| Нидерланды (Dutch Top 40)             | 13                |
| Нидерланды (Single Top 100)           | 7                 |
| Новая Зеландия (Recorded Music NZ)    | 6                 |
| Норвегия (VG-lista)                   | 4                 |
| Португалия (AFP)                      | 2                 |
| Шотландия (OCC Scotland)              | 33                |
| Словакия (Singles Digitál Top 100)    | 4                 |
| Испания (PROMUSICAE)                  | 33                |
| Швеция (Sverigetopplistan)            | 1                 |
| Швейцария (Schweizer Hitparade)       | 5                 |
| Великобритания (OCC UK Singles)       | 2                 |
| Великобритания (OCC UK Hip Hop/R&B)   | 1                 |
| США (Billboard Hot 100)               | 9                 |
| США (Billboard Hot R&B/Hip-Hop Songs) | 8                 |
| США (Billboard Pop Airplay)           | 26                |
| США (Billboard Rhythmic)              | 15                |

## Сертификации
| Регион | Сертификация  | Продажи   |
| --- | ------------- | --------- |
| Австралия (ARIA) | 2× Платиновый | 140 000   |
| Канада (Music Canada) | Золотой       | 40 000    |
| Дания (IFPI Danmark) | Платиновый    | 90 000    |
| Франция (SNEP) | Золотой       | 100 000   |
| Италия (FIMI) | Золотой       | 25 000    |
| Португалия (AFP) | Золотой       | 5000      |
| Швеция (GLF) | Платиновый    | 8 000 000 |
| Великобритания (BPI) | Платиновый    | 600 000   |
| Данные о продажах + прослушиваниях приведены только на основе сертификации. · Данные только о прослушиваниях приведены на основе сертификации. |               |           |